# ليلة يوري
ليلة يوري هي احتفال دولي يقام في 12 أبريل من كل عام لإحياء ذكرى المعالم في استكشاف الفضاء. تم تسميته لأول إنسان ينطلق إلى الفضاء، يوري جاجارين، الذي طار بسفينة الفضاء فوستوك 1 في 12 أبريل 1961. كما تم تكريم إطلاق STS-1، أول مهمة مكوك فضاء، حيث تم إطلاقها لمدة 20 عامًا (بدقة تبعًا لليوم التقويمي) بعد فوستوك 1: في 12 أبريل 1981. في عام 2011، تم الاحتفال بليلة يوري في أكثر من 567 حدثًا في 75 دولة في سبع قارات. غالبًا ما يطلق على ليلة يوري «حفلة الفضاء العالمية».